# Титульные полки

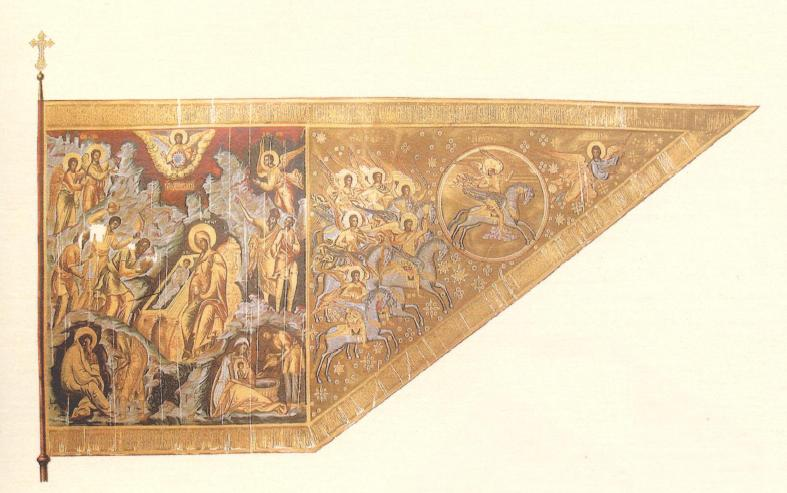
Знамя Большого полка Государя Алексея Михайловича 1654 года.

Ти́тульные полки́ — полки, на которые в походах и боях делилось русское войско в XVI веке и, частично, в XVII веке.
К титульным полка́м относились три или пять полков — Большой (главные силы), Передовой (яртаул, авангард) и Сторожевой (западная сила, ариергард, охрана, тыльное войско), а также полки Правой и Левой руки. К ним, в случае Государева похода, добавлялись Государев полк (состоявший из служилых людей московского чина), Ертаул (разведывательный отряд), а также Большой Наряд (артиллерия). Появление тыльного или засадного полка и особого отряда на Куликовом поле показывает, что в Русском войске полки создавались по мере походной и боевой надобности и сообразно обстановке, а не по шаблону.

## Этимология
Ертаул (др.-рус. єртулъ, єртоулъ) — название разведывательных полков (авангардов) происходит от чагат. jortağul‎, что значит «конный отряд, посылаемый для угона скота и вообще для добычи и для грабежа».

## История
С утверждением на Руси (в России) единодержавия Русская рать для похода и боя делилась на пять полков: передовой, большой, правой руки, левой руки и сторожевой (тыльный или засадный). Для командования (руководства) каждым из этих полков государем назначался один или несколько воевод. Каждый из этих воевод был самостоятельным начальником, и все они непосредственно сносились с разрядным приказом и имели право писать государю.
А как Государев поход бывает, тогды тех пять полков, да Государев полк великой избранных людей, где Государь сам идет. А прикажет полк держать ближнему своему боярину или двум, да с ним с Государем дела болшие и полковые.
А Яртаул идет перед всеми полками вперед, изо всех (полков) сотни посылают.
А за Ертаулом идет Передовой полк.
А за Передовым полком идет Правые руки полк.
А за тем сам Государь в своем полку идет.
А за Государем полк Болшой.
Да потом Левые руки полк и Сторожевой полк.
А покрыленя по обе стороны ото всех полков.Из записки о Царском дворе, составленной для королевича Владислава Жигимонтовича, избранного на трон в 1610 году.
Первоначально эти полки были связаны с боевым построением рати перед сражением. Одним из первых свидетельств о делении войска на подобные полки является Куликовская битва 1380 года, в которой оно было разделено на Большой полк, полки Правой и Левой руки, Сторожевой и Засадный полки, то есть резервный. По мнению историка Г. В. Вернадского деление русских дружин на такие отряды не только по структуре, но и по названиям воспроизводило порядок боевого построения монголо-татарских войск и было заимствовано у них в период зависимости Руси от Золотой Орды. Старшинство полков и воевод впоследствии также соответствовало монголо-татарским представлениям о рангах.
Войско Ивана III во время похода на Новгород 1477 года включало четыре полка — Большой, Передовой, Правой и Левой руки; во главе каждого стоял главный воевода, им были подчинены командующие детьми боярскими из конкретных городов. Известно, что в 1520—1533 годах воеводы расписывались «на пять полков» лишь в случае дальних походов. В первой половине века на 5 титульных полков также корпуса меньшей численности (1000—1500 детей боярских), а с 1553 года — на 3 (Большой, Передовой и Сторожевой); каждый полк возглавляли два воеводы.
В течение XVI века названия полков перестают отражать их позиции на поле боя. Численности полков возрастают, поэтому они практически перестают собираться в боевые построения. Каждый из титульных полков делился на несколько (два — три) воеводских полка, возглавляемых первым воеводой и его товарищами. Определённый воевода возглавлял определённый полк в соответствии с местническим старшинством. Приговор 1550 года регламентировал эти отношения. Самым старшим считался первый (большой) воевода Большого полка. Второй воевода Большого полка и большой воевода полка Правой руки были «без мест», то есть равны. Воеводы полков Правой руки, Передового и Сторожевого, должны быть не меньше большого воеводы полка Правой руки, а воеводы полка Левой руки — не меньше воевод Передового и Сторожевого полков. Таким образом, первые воеводы Передового, Сторожевого и Правой руки по местническому старшинству приравнивались ко второму воеводе Большого полка. Воеводы полка Левой руки приравнивались к воеводам Передового и Сторожевого полков, однако признавались младшими по отношению к воеводам полка Правой руки.
От старшинства полков зависела их численность. Известны численности походных ратей по данным разрядных росписей, проанализированных историком О. А. Курбатовым.
| Год разряда | Полки    | Полки       | Полки     | Полки      | Полки      | Общая численность |
| Год разряда | Большой  | Правой руки | Передовой | Сторожевой | Левой руки | Общая численность |
| 1558        | 15 сотен | 10 сотен    | 8 сотен   | 8 сотен    | 6 сотен    | 47 сотен          |
| 1572        | 2905     | 2240        | 2040      | 1713       | 1351       | 10 249            |
| 1604        | 4097     | 2888        | 2521      | 2015       | 1600       | 13 121            |

С воцарением Михаила Фёдоровича практика выделения титульных полков прекратилась. Войско стало поручаться главному воеводе с одним или несколькими «товарищами». Однако деление на титульные полки в отдельных случаях известно и позднее. Например, в 1654 году рать делилась на 5 полков: Государев, Большой, Передовой, Сторожевой и Ертаул. В каждый полк входили солдатские, рейтарские, драгунские полки и конница сотенной службы. В 1660-х годах, в ходе Тринадцатилетней войны, старую структуру сменяет новая, походное войско стало формироваться не из воеводских, а из разрядных полков, которые набирались из ратных людей определённого разряда, и состояли из нескольких полков по родам войск. Тем не менее, Большой полк сохранился, и упоминается и в 1674, и в 1679 году. Он, в отличие от разрядных полков, формировался из ратных людей центральных городов.
В этот период времени прежние наименования титульных полков заменяются на наименования полков по именам их воевод, и их состав по прежнему смешанный, то есть общевойсковой (включены все рода оружия).